# Frimann Falck Clausen
Frimann Falck Clausen, född 15 februari 1921, död 23 mars 1983, var en norsk skådespelare. Han var gift med skådespelaren Anne-Lise Tangstad.
Falck Clausen var på 1940-talet engagerad vid Trøndelag Teater. Under 1960- och 1970-talen var han engagerad vid TV-teatern, parallellt med engagemang vid Oslo Nye Teater, Nationaltheatret, Trøndelag Teater och Det norske teatret.
Han filmdebuterade 1951 i Astrid Henning-Jensens Ukjent mann. Han är ihågkommen för rollen som storbonden Torsoeien i Bør Børson jr. och lastbilsägaren Hjul i barn-TV-serien Jul i Skomakergata (1979). Han gjorde även rösten som Broder Tuck i den norska versionen av den tecknade filmen Robin Hood (1973).

## Filmografi
- 1951 – Ukjent mann
- 1974 – Bør Børson jr.
- 1979 – Jul i Skomakergata (TV-serie)